# Rijksstad Schweinfurt
De rijksstad Schweinfurt was een tot de Frankische Kreits behorende rijksstad binnen het Heilige Roomse Rijk.
In 791 wordt de plaats als Suuinvurt voor het eerst vermeld. De naam betekent doorwaadbare plek voor zwijnen. De plaats komt in handen van de markgraven van Babenberg. Als de keizer in 1003 een opstand van de Babenbergers neerslaat, verwoest hij de stadswallen. In 1057 komt er een einde aan de Babenbergse dynastie met het overlijden van Otto van Schweinfurt. De erfgenamen dragen veel bezittingen over aan de aartsbisschop van Maagdenburg en de bisschop van Eichstätt.
In de loop van de elfde eeuw ontstaat er een nieuwe stad, die in het Interregnum een twistobject vormt tussen bisschop van Würzburg en de graaf van Henneberg als voogd van het bisdom. Daarbij wordt de stad in 1254 verwoest. In de jaren daarna wordt zij weer opgebouwd zonder dat de twisten rond de claims worden bijgelegd. Pas in 1259 komt het tot een overeenkomst tussen Würzburg en Henneberg. Daarin leggen zij ook vast hun rechten in Schweinfurt gemeenschappelijk tegen het rijk te verdedigen. Koning Rudolf noemt Schweinfurt in 1282 echter rijksstad. Ongunstig is de gedeeltelijke verpanding van de stad aan de graaf van Henneberg van 1310 tot 1361 door keizer Hendrik VII. Daarnaast is er een gedeeltelijke verpanding aan het bisdom Würzburg van 1351 tot 1385.
De situatie wordt beter onder keizer Lodewijk, die de stad in 1330 bevrijdt van alle buitenstedelijke rechters en keizer Karel IV die in 1361 en 1362 de grote stadsprivileges verleent. Sindsdien mag de stad zelf de rijksvoogd kiezen. In 1542 wordt de Reformatie ingevoerd.
In de Reichsdeputationshauptschluss van 25 februari 1803 wordt in paragraaf 2 de inlijving bij het keurvorstendom Beieren vastgesteld. In een verdrag van 28 februari 1810 staat de koning van Beieren de voormalige rijksstad af aan de groothertog van Würzburg. Op het congres van Wenen in 1815 wordt het voormalige groothertogdom Würzburg aan het koninkrijk Beieren toegewezen en dus komt ook Schweinfurt weer aan Beieren.